# Camaegeria polytelis
Camaegeria polytelis is een vlinder uit de familie wespvlinders (Sesiidae), onderfamilie Sesiinae. De wetenschappelijke naam van deze soort werd voor het eerst geldig gepubliceerd in 2012 door  Daniel Bartsch en Jutta Berg.
De soort komt voor op het eiland Madagaskar. Het type werd verzameld door Berg en Bartsch op 14 december 2006 in het Forêt pluviale de Maromiza NR in het district Moramanga (provincie Toamasina) in het oosten van Madagaskar, 18°58'12–18"Z 48°27'18–54"O, en wordt bewaard in het SMNS, Stuttgart, Duitsland.